# トマス・ワイアット
サー・トマス・ワイアット（英: Sir Thomas Wyatt、1503年 - 1542年10月11日）は、16世紀のイングランド王国のヘンリー8世の時代の外交官にして詩人である。同名の息子トマス・ワイアットはメアリー1世の治世に反乱をおこし、処刑された。

## 生涯
トマス・ワイアットは、ヘンリー7世の時代の宮廷人であり、枢密院の一員であったヘンリー・ワイアットを父とし、アン・スキナーを母として生まれた。父はヘンリー8世の治世になっても宮廷に留まり、トマスはケンブリッジ大学で学んだあと、父の跡を追って宮廷に来た。
トマスは180cm以上の長身であり、ハンサムで頑健な肉体をしていた。詩人であるだけではなく外交官でもあった。ヘンリー8世と最初の王妃キャサリン・オブ・アラゴンとの婚姻の無効を教皇クレメンス7世に訴えるため、ジョン・ラッセル（後のベッドフォード伯爵）とともにローマに赴いた。1527年に神聖ローマ皇帝カール5世がローマを占領して教皇を幽閉した時に捕えられたが（ローマ劫掠）、脱出してイングランドに戻った。1535年にナイトに叙せられた。

## 詩人として
ソネットを英語で初めて書き、ペトラルカのソネットを英語に訳した。ルキウス・アンナエウス・セネカおよびホラティウスに倣うほか、新しい詩の形式を実験した。サリー伯爵ヘンリー・ハワードと共に、イギリスにおけるソネットの父と見なされている。

## アン・ブーリンとの関係
やがてヘンリー8世の王妃となるアン・ブーリンと、1520年代前半に知り合い、恋愛関係にあったという説がある。
1536年に、トマスは王妃アンとの不倫の罪状で逮捕され、ロンドン塔に捕われた。アンと同じく不倫の罪で捕われた5人の男が処刑された後、トマスは友人のトマス・クロムウェルの尽力によって釈放された。
1541年には再び反逆罪で逮捕されるも釈放され、1542年に病死した。